# Alba Torrensová
Alba Torrensová Salomová (* 30. srpna 1989 Binissalem) je španělská basketbalistka. Se španělskou ženskou basketbalovou reprezentací se stala dvakrát mistryní Evropy (2013, 2017), z Eurobasketu má i dva bronzy (2009, 2015). Na světovém šampionátu byla s národním týmem jednou druhá (2014) a dvakrát třetí (2010, 2018). Má též stříbro z olympijských her v Riu roku 2016. Na evropském mistrovství v roce 2017 byla nejužitečnější hráčkou turnaje. Mimořádných úspěchů dosáhla i na klubové úrovni, kde pětkrát vyhrála Euroligu, nejprestižnější evropskou klubovou soutěž, jednou se španělským klubem CB Avenida (2010/11), jednou s tureckým Galatasaray Istanbul (2013/14) a třikrát s ruským UGMK Jekatěrinburg (2015/16, 2017/18, 2018/19). V letech 2011 a 2014 byla nejužitečnější hráčkou finálové čtyřky Euroligy. Dvakrát, v letech 2011 a 2014, byla Mezinárodní basketbalovou federací (FIBA) vyhlášena nejlepší basketbalistkou Evropy. I přes nabídky z profesionální americké ligy WNBA (od Connecticut Sun) zůstala vždy věrná evropskému basketbalu.